# Мартос, Вальтер
Вальте́р Ро́джер Ма́ртос Ру́ис (исп. Walter Roger Martos Ruiz; 11 февраля 1957, Кахамарка, Перу — 7 января 2025, Лима, Перу) — перуанский военный и политический деятель, дивизионный генерал в отставке. До 2019 года занимал высшие руководящие должности в Сухопутных войсках Перу, в частности был начальником штаба Сухопутных войск. Затем был назначен президентом Мартином Вискаррой в правительство, где занимал посты министра обороны (2019—2020) и премьер-министра Перу (август-ноябрь 2020). В ноябре 2020 года, после того как Конгресс Перу объявил импичмент Вискарре, подал в отставку вместе со всем правительством.

## Биография
Родился 11 февраля 1957 года в городе Кахамарка на севере Перу. После окончания средней школы «Кристо Рей Маристас» поступил в Военное училище Чоррильос на специальность «Инженерное дело», которое окончил в 1978 году. Затем учился в Высшем военном училище Сухопутных войск и в Армейском научно-техническом институте, который окончил со степенью магистра.
В Сухопутных войсках Перу занимал посты начальника Военного училища Чоррильос, директора Центра иностранных языков, генерального секретаря командования Сухопутных войск, главы Командования по вопросам образования и доктрины. В 2011 году назначен командующим Северным военным округом, в 2013 году — начальником штаба Сухопутных войск и председателем Объединённого комитета начальников штабов Вооружённых сил.
3 октября 2019 года президент Мартин Вискарра включил Мартоса в состав только что сформированного правительства во главе с Висенте Себальосом в качестве министра обороны. В июле 2020 года, когда премьер-министром был назначен Педро Катериано, сохранил пост министра обороны в новом правительстве. Однако Конгресс Перу отказал правительству Катериано в доверии, после чего Вискарра назначил новым премьер-министром Мартоса. В должности главы правительства Мартос пробыл три месяца — после объявления 9 ноября 2020 года импичмента Вискарре он, вместе со всем своим кабинетом, был вынужден подать в отставку.
Умер 7 января 2025 года в возрасте 67 лет.